# Tom Glynn-Carney
Tom Glynn-Carney, född 7 februari 1995 i Salford, är en engelsk skådespelare och sångare. Han är bland annat känd för rollerna som Peter Dawson i Dunkirk och som Aegon II Targaryen i House of the Dragon.

## Biografi
Glynn-Carney gick i skolan på Canon Slade School i Bolton och studerade därefter musikallinjen vid Pendleton College of Performing Arts. Han gick sedan på scenskolan Guildhall School of Music and Drama, medan han samtidigt deltog i professionella uppsättningar av Peter Pan och Macbeth.
Han fick sin första TV-roll 2013 då han medverkade i två avsnitt av Casualty. Därefter fick han huvudrollen som korpral Tony Armstrong i militärdramat The Last Post på BBC1. 
Glynn-Carney spelade 2017 Shane Corcoran i Jez Butterworth-pjäsen The Ferryman på Royal Court Theatre. Senare kom hela produktionen att flytta till West End och Gielgud Theatre, där han lämnade uppsättningen i oktober 2017. Samma år vann han en Emerging Talent Award på Evening Standard Theatre Awards för rollen.
Glynn-Carney gjorde sin långfilmsdebut i Christopher Nolan-filmen Dunkirk (2017), där han spelar Peter, sonen till en småbåtskapten som medverkade i räddningsaktionen för de instängda brittiska soldaterna vid Dunkerque. Sedan 2022 spelar han prins Aegon Targaryen i fantasyserien House of the Dragon på HBO.
Glynn-Carney är även sångare i ett indieband, Sleep Walking Animals.